# Ходж, Вильям Воланс Дуглас
Ви́льям Во́ланс Ду́глас Ходж (англ. William Vallance Douglas Hodge; 17 июня 1903 — 7 июля 1975) — английский математик и геометр.

## Биография
Вильям Воланс Дуглас Ходж родился 17 июня 1903 года в столице Шотландии городе Эдинбурге, в 1909—1920 годах посещал колледж Джорджа Ватсона. После этого обучался в Эдинбургском университете, где под руководством Эдмунда Уиттекера защитил диссертацию на степень бакалавра. После этого три года провёл в Кембриджском университете, будучи учеником Генри Бейкера.
В 1926 году был назначен ассистентом в Бристольском университете и проработал там 5 лет. В этот период он женился на Кэтлин Кэмерон, у них было двое детей.
В 1932 году, после поездки в Соединённые Штаты Америки, перешёл в Кембриджский университет, в 1936-м был назначен профессором и оставался на этой должности до отставки в 1970 году.
Вильям Воланс Дуглас Ходж умер 7 июля 1975 года в Кембридже.

## Математические работы и награды
Основные работы в области алгебраической и дифференциальной геометрии. Так, в 1930 году он использовал топологические методы, разработанные Лефшецем, для решения задачи, поставленной Севери (теорема Ходжа об индексе). В 1937 году за работы по теории гармонических интегралов (и за исследование связей между геометрией, топологией и анализом) был награждён премией Адамса.
В 1930-е годы он дал определение оператора «звезда Ходжа», что позволило ему обобщить работы де Рама (см. Теория Ходжа). Также в его честь названа структура Ходжа.
Большое значение имеет гипотеза Ходжа в алгебраической геометрии (институт Клэя отнёс её к одной из семи задач тысячелетия).
В 1957 году учёный был награждён Королевской медалью Лондонского королевского общества.
С 1958 по 1965 год Ходж был вице-президентом Лондонского королевского общества. В 1959 году награждён медалью де Моргана, а в 1974-м — медалью Копли.
Также он был избран членом Королевского общества Эдинбурга и Национальной академии наук США (1959).

## Книги на русском языке
- Ходж В., Пидо Д.[англ.] Методы алгебраической геометрии, тт. 1—3 — М.: «Иностранная литература», 1954—1955.